# Kong: Skull Island
Kong: Skull Island is een Amerikaanse monsterfilm uit 2017 over de fictieve reuzengorilla Kong. Het werd geregisseerd door Jordan Vogt-Roberts met hoofdrollen vertolkt door Tom Hiddleston, Samuel L. Jackson, Brie Larson, John C. Reilly en John Goodman. De film is een reboot van de King Kong franchise en geproduceerd door Legendary Pictures en Warner Bros. Pictures. De film ging in première op 28 februari 2017 in Londen.

## Verhaal
Tijdens de Vietnamoorlog in de jaren zeventig reist een groep wetenschappers en soldaten naar een mysterieus eiland in de Stille Oceaan zonder besef te hebben dat ze daar angstaanjagende wezens ontmoeten en de reusachtige gorilla King Kong.

## Rolverdeling
| Acteur            | Personage       | Opmerkingen                             |
| ----------------- | --------------- | --------------------------------------- |
| Tom Hiddleston    | James Conrad    | voormalige Special Air Service kapitein |
| Samuel L. Jackson | Preston Packard | luitenant-kolonel                       |
| Brie Larson       | Mason Weaver    | fotojournalist                          |
| John C. Reilly    | Hank Marlow     | luitenant                               |
| John Goodman      | Bill Randa      | hoge ambtenaar                          |
| Corey Hawkins     | Houston Brooks  | geoloog                                 |
| John Ortiz        | Victor Nieves   | hoge ambtenaar                          |
| Jing Tian         | San             | bioloog                                 |
| Toby Kebbell      | Jack Chapman    | majoor                                  |
| Jason Mitchell    | Mills           | officier en helikopterpiloot            |
| Shea Whigham      | Cole            | kapitein                                |
| Terry Notary      | King Kong       | Motion capture                          |

## Achtergrond
In juli 2014 werd de film door Legendary Pictures aangekondigd tijdens de San Diego Comic-Con International met de oorspronkelijke titel Skull Island. In eerste instantie zou Universal Pictures de film gaan distribueren. In december 2014 werd door Legendary Pictures aangekondigd dat de samenwerking met Universal Pictures werd vervangen door de andere studio, Warner Bros. Pictures om in de toekomst een King Kong en Godzilla crossover film te kunnen realiseren, omdat ze nog rechten hebben om twee Godzilla films te produceren met Warner Bros. Pictures. Eerder maakte de twee filmproductiemaatschappijen ook Godzilla uit 2014.